# El Djoumhouria
El Djoumhouria (arabe : الجمهورية ; La République) est un quotidien algérien au format tabloïd créé en 1844 à Oran sous le nom de L'Écho d'Oran.
C'est l'un des quotidiens les plus vendus en Algérie, c'est une presse arabophone.

## Histoire
El Djoumhouria est l'un des quotidiens les plus anciens en Algérie, dans le monde arabe et en Afrique. Le journal est créé le 12 octobre 1844 à Oran en langue française par Pierre Laffont sous le nom de L'Écho d'Oran. À l'indépendance de l'Algérie en 1962, il change de nom en 1963 et devient La République. En 1974, la première page du journal est arabisée et en 1975, le journal est arabisé complètement et devient El Djoumhouria.
Le 1er mars 2022, El Djoumhouria lance sa première édition numérique online.
Le 18 avril 2024, le ministre de la Communication met fin aux fonctions du président -directeur général  Mohamed Alem, à la suite de « plusieurs manquements et déséquilibres dans la gestion de cet établissement ».